# Charles Powell
Charles Powell (Madrid, 1960) és llicenciat i doctor en Història per la Universitat d'Oxford. En aquesta Universitat va ser professor d'Història a Corpus Christi College (Oxford), J. A. Pye Fellow en University College i Research Fellow en St Antony's College, institució en la qual va coordinar els estudis sobre l'Espanya contemporània sota la direcció de Raymond Carr.
Després d'establir-se a Espanya en 1997, va ser nomenat director adjunt del programa d'Estudis Europeus de l'Institut Universitari de Recerca Ortega y Gasset, i després sotsdirector del Centre Espanyol de Relacions Internacionals (CERI) de la Fundació José Ortega y Gasset-Gregorio Marañón. Entre 2002 i 2004 va ser investigador principal de l'Àrea d'Europa del Reial Institut Elcano d'Estudis Internacionals i Estratègics, ocupant posteriorment el lloc de sotsdirector de Recerca i Anàlisi, i actualment el de director. Des del 2002 és també professor Agregat d'Història Contemporània d'Espanya en la Universitat CEU San Pablo.
Al llarg de la seva vida acadèmica, s'ha dedicat principalment a l'estudi de la història política de l'Espanya contemporània, tant en el seu vessant intern com a extern. Entre les seves nombroses publicacions, destaquen els llibres: El piloto del cambio. El rey, la monarquía y la transición a la democracia (1991), Premi Espejo de España l'any 1991; Juan Carlos. Un rey para la democracia (1995), Finalista Premi Nacional d'Història en 1995; Juan Carlos of Spain, self-made monarch (1996); España en Democracia, 1975-2000 (2001), Premi Así Fue en 2001; Adolfo Suárez. El Presidente que se hizo a sí mismo (2004), i El amigo americano. España y Estados Unidos, de la dictadura a la democracia (2011).
Des de 2012 és director del Real Institut Elcano i vicepresident segon de la Fundación Transición Española, de la qual va anar director des del 2007 al 2012. Des de 2011 és també membre del capítol espanyol del Consell de l'European Council on Foreign Relations (ECFR) - Consell Europeu de Relacions Exteriors.
En l'acompliment de la seva tasca acadèmica, Charles Powell ha pronunciat conferències sobre l'Espanya contemporània en més de trenta països.